# Дечани
Дечани или Дечан (серб. Дечани / Dečani, арх. серб. Дечане / Dečane; алб. Deçani, Deçan) — город в исторической области Метохия. Административный центр одноимённой общины. С 2008 года находится под контролем частично признанной Республики Косово.
В нескольких километрах к западу от него располагается один из крупнейших и наиболее известных монастырей Сербской православной церкви — Высокие Дечаны.
Через село проходит автомобильная дорога республиканского значения Печ—Джяковица.

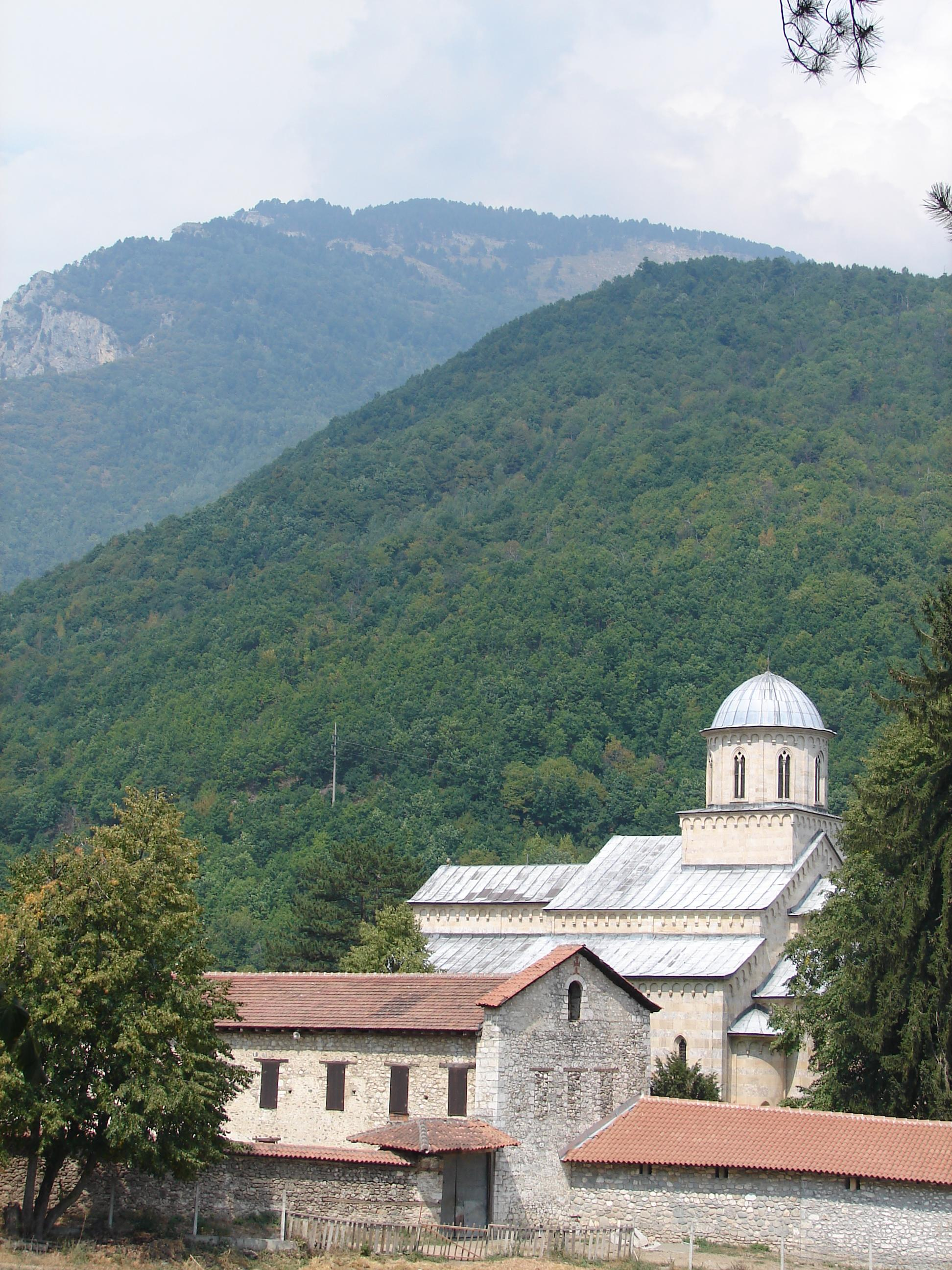
Высокие Дечаны

## Административная принадлежность
| Сербская позиция                                                                               | Албанская позиция                                                          |
| ---------------------------------------------------------------------------------------------- | -------------------------------------------------------------------------- |
| административный центр общины Дечани Печского округа автономного края Косово и Метохия, Сербия | административный центр общины Дечани Джяковицкого округа Республики Косово |

## Население
Согласно переписи населения 1981 года в городе проживало 3280 человек: 2739 албанцев, 326 черногорцев, 109 сербов, 56 югославов, 26 мусульман, 8 цыган, 3 македонца, хорвата и 2 венгра.
Согласно переписи населения 2011 года в городе проживало 3803 человека: 1895 мужчин и 1908 женщин; 3781 албанец, 9 «балканских египтян», 3 серба, 1 босняк, 1 ашкали, 6 представителей других национальностей и 2 лица неизвестной национальности.
| Численность населения | Численность населения | Численность населения | Численность населения | Численность населения | Численность населения | Численность населения |
| 1948                  | 1953                  | 1961                  | 1971                  | 1981                  | 1991                  | 2011                  |
| --------------------- | --------------------- | --------------------- | --------------------- | --------------------- | --------------------- | --------------------- |
| 1205                  | 1339                  | 1829                  | 2585                  | 3280                  | 4440                  | 3803                  |

## Достопримечательности
- Монастырь Высокие Дечаны — объект Всемирного наследия ЮНЕСКО[7];
- башня Рама Добруне (XIX век)[8];
- башня Реджа Алие[9];
- башня Мусе Ибер Хисая (XIX век)[10];
- башня Зимера Химе (XIX век)[11].

## Известные уроженцы
- Коста Печанац (1879—1944), воевода четников
- Светозар Стийович[серб.] (1939—2000), лингвист, член Сербской академии наук и искусств
- Оливер Иванович (1953—2018), политик, деятель движения косовских сербов «Свобода, демократия, правда»
- Рамуш Харадинай (р. 1968), политик, премьер-министр Республики Косово в 2017—2020 годах